# Зимова Спартакіада народів СРСР 1982
V зимова Спартакіада народів СРСР проходила в Красноярську з 3 по 16 березня 1982 року.

## Змагання
- Хокейний турнір проходив з 15 по 27 лютого в місті Норильск в палаці спорту «Арктика». У змаганнях брали участь хокеїсти віком до 18 років.[1] Збірна України зайняла 10 місце.[2]
- Лижний спорт — з 5 по 14 березня в місті Красноярськ.
- Гірськолижний спорт — з 3 по 14 березня в містах Красноярськ та Дивногорськ.
- Ковзанярський спорт — з 3 по 13 березня в місті Дивногорськ. Змагання спартакіади були суміщенні з чемпіонатом СРСР.
- Лижне двоборство — з 4 по 12 березня в місті Красноярськ.
- Санний спорт — з 6 по 7 березня та з 13 по 16 березня в місті Красноярськ.
- Біатлон — з 9 по 14 березня в місті Красноярськ.
- Стрибки з трампліна — з 8 по 14 березня в місті Красноярськ.
- Фігурне катання — з 11 по 16 березня в місті Красноярськ.

## Учасники з України
- Дольний Тарас Васильович